# 帕納西夫卡 (卡扎京區)
49°50′8″N 28°47′58″E / 49.83556°N 28.79944°E
帕納西夫卡（烏克蘭語：Панасівка），是烏克蘭的村落，位於該國西南部文尼察州，由赫米利尼克區負責管轄，始建於1670年，面積0.62平方公里，海拔高度242米，2001年人口204，人口密度每平方公里329.03人。